# Javier Maroto

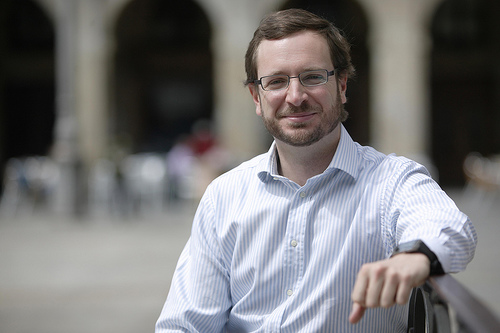
Javier Maroto

Javier Maroto (* 6. Januar 1972 in Vitoria-Gasteiz) ist ein spanischer Politiker der Partido Popular.

## Leben
Maroto studierte an der Universidad de Deusto und an der Universität Navarra. Vom 11. Juni 2011 bis 13. Juni 2015 war Maroto als Nachfolger von Patxi Lazcoz Bürgermeister von Vitoria-Gasteiz. Vom 20. November 2012 bis 30. Juni 2015 war Maroto Abgeordneter im Provinzparlament des Baskenlandes. Seit 18. Oktober 2016 ist Maroto Abgeordneter im Congreso de los Diputados. Seit 2015 ist Maroto mit José Manuel Rodríguez verheiratet.